# Moldavia en el Festival de la Canción de Eurovisión 2023
Moldavia participará en el LXVII Festival de la Canción de Eurovisión, que se celebrará en Liverpool, Reino Unido del 9 al 13 de mayo de 2023, tras la imposibilidad de Ucrania de acoger el concurso por la victoria de Kalush Orchestra con la canción «Stefania». La Teleradio Moldova (TRM) (Teleradio Moldavia en español), radiodifusora encargada de la participación moldava en el festival, decidió organizar la Etapa Națională para elegir a su representante en el concurso eurovisivo.
El festival celebrado en una sola gala el 4 de marzo de 2023, dio como ganador al cantante Pasha Parfeni, con la canción electro-folk «Soarale şi Luna» compuesta por el mismo junto a Andrei Vulpe y Iuliana Perfeni. De esta forma, el cantante participará por segunda ocasión en el concurso, después de su participación en 2012.

## Historia de Moldavia en el Festival
Moldavia es uno de los últimos países de Europa del Este que recientemente se han unido al festival, debutando en 2005. Desde entonces el país ha concursado en 17 ocasiones. El país rápidamente se convirtió en un habitual finalista, siendo eliminado en semifinales solo en 5 ocasiones. El país se ha clasificado dentro de los 10 mejores del concurso cinco veces, siendo su mejor resultado una 3.ª posición con el grupo SunStroke Project y la canción «Hey Mamma!» en 2017.
En 2022, el grupo Zdob și Zdub junto a Frații Advahov, terminó en 7.ª posición con 253 puntos en la gran final: 239 puntos del televoto (2°) y 14 del jurado profesional (20°), con el tema «Trenulețul».

## Representante para Eurovisión

### Etapa Națională 2023
Moldavia confirmó su participación en el Festival de la Canción de Eurovisión 2023 tras aparecer en la lista final de participantes del festival emitida en octubre de 2022. El 23 de diciembre de 2022, la Teleradio Moldova confirmó la organización de una final nacional titulada Etapa Naţională a realizarse con 10 participantes entre el 25 de febrero y el 5 de marzo de 2022. El proceso de recepción de candidaturas se abrió desde el mismo 23 de diciembre hasta el 16 de enero de 2023, habiéndose recibido 60 candidaturas de las cuales se preseleccionaron inicialmente 33 canciones.
Posteriormente, el 23 de enero de 2023 se anunció la descalificación de dos candidaturas: la primera, la de Massimo Sinceri junto a Da-Muse con el tema «In Questo Domani», tras romper la regla que al menos el 50% de los intérpretes deben ser de nacionalidad moldava. La segunda fue el tema «Squeeze Paradise» del grupo Nördika, tras darse a conocer que el tema había sido publicado de manera en línea el 8 de febrero de 2012. De esta forma, se redujo el número de candidaturas a 31.
La competencia consiste en dos rondas: la primera, una audición en vivo en los estudios de la TRM, donde los 31 candidatos se presentaron y se sometieron a una votación realizada por un panel de cinco jurados. Las 10 canciones mejor puntuadas fueron anunciadas en un programa especial más tarde y avanzaron a la final.
En la final, las 10 canciones finalistas se someterán a una votación compuesta al 50% por un jurado profesional y el 50% restante la votación del público. 

#### Candidaturas
| Artista                         | Canción (Traducción)                                         | Idioma            | Compositor(es)                                 |
| ------------------------------- | ------------------------------------------------------------ | ----------------- | ---------------------------------------------- |
| Ada Deea                        | «Mystic Rose» (Rosa mística)                                 | Inglés            | Rafael Artesero, Jose Juan Santana             |
| Adelina Iordachi                | «Deja Vu» (Déjà vu)                                          | Inglés            | Doina Sclifos                                  |
| Aliona Moon                     | «Du-mă» (Irse)                                               | Moldavo           | Ștefan Burlacu, Vlad Subujac, Aliona Munteanu  |
| Angel Kiss                      | «Now I Know» (Ahora sé)                                      | Inglés            | Samuel Bugia Garrido, Roxana Emilia Elekes     |
| Corina Ivanov                   | «When Love's Real» (Cuando el amor es real)                  | Inglés            | Mike Connaris, Mia Nicolai                     |
| Cosmina                         | «Indestructible» (Indestructible)                            | Inglés            | Cosmina Cotoros, Shawn Myers, Jonas Gladinkoff |
| Crista                          | «Pădure Verde Pădure» (Bosque, verde bosque)                 | Moldavo           | Cristina Baban                                 |
| Diana Elmas                     | «Miracle» (Milagro)                                          | Inglés            | Ylva Persson, Linda Persson                    |
| Donia                           | «Red Zone» (Zona roja)                                       | Inglés            | Donia Ianculescu, Robert Andrei Niculae        |
| Formaţia Vele                   | «Jocul Neamului Moldovenesc» (El juego de la nación moldava) | Moldavo           | Ivan Sparivac, Sergiu Carai                    |
| Gesica Sîrbu                    | «I'm In Love» (Estoy enamorada)                              | Inglés            | Eugen Doibani                                  |
| Harmony Scuffle                 | «Favourite One» (Favorito)                                   | Inglés            | Lev Logvinenco, Vadim Psariov                  |
| Lisa Volk                       | «Scrisoare Către Tară» (Carta a la nación)                   | Moldavo           | Elisaveta Smirnova, Marian Stîrcea             |
| LOLA                            | «Temperatura» (Temperatura)                                  | Español, Moldavo  | Eugen Doibani                                  |
| Massimo Sinceri junto a Da-Muse | «In Questo Domani» (En este mañana)                          | Inglés            |                                                |
| Nihilist & Lisa Nicky           | «Final Destination» (Destino final)                          | Inglés            | Elizaveta Pînzari, Vladimir Bejenari           |
| Nikko T.                        | «Destiny» (Destino)                                          | Inglés            | Gloria Gorceag, Vitalie Cătană                 |
| Nino                            | «It Would Be Nice» (Sería agradable)                         | Inglés            | Sergiu Cristian Baba                           |
| Nördika                         | «Damn and Down» (Maldito y hacia abajo)                      | Inglés            | Ruslan Țăranu                                  |
| Nördika                         | «Squeeze Paradise» (Exprimir el paraíso)                     | Inglés            |                                                |
| Nr 11                           | «Adio» (Adiós)                                               | Moldavo           | Nadejda "Stetiuc" Rotaru                       |
| OL                              | «Why You Play It Cool» (Por qué lo juegas bien)              | Inglés            | Olga Lisicova                                  |
| Pasha Parfeny                   | «Soarele Şi Luna» (El sol y la luna)                         | Moldavo           | Pavel Parfeni, Andrei Vulpe, Iuliana Perfeni   |
| Ricky Ardezianu                 | «Una Rosa Rossa» (Una rosa roja)                             | Italiano, Moldavo | Ricky Ardezianu, Ianoș Țurcanu, Ion Istrati    |
| Rise                            | «Don't Tremble» (No tiembles)                                | Inglés            | Lidia Scarlat, Ivan Aculov                     |
| Sasha Bognibov                  | «My Favourite Schoolgirl» (Mi estudiante favorita)           | Inglés            | Sasha Bognibov                                 |
| SunStroke Project               | «Yummy Mommy» (Deliciosa mami)                               | Inglés            | Mihai Teodor, Sergei Ialovițski                |
| Surorile Osoianu                | «Bade, Bădişor, Bădiţă» (Bañate, niño, niña)                 | Moldavo           | Elena Ioniță, Jonathan Alexandru               |
| Tatiana Pituşcan                | «Mioriţa» (Oveja)                                            | Inglés, Moldavo   | Elad Lahmany, Tatiana Pitușcan                 |
| Valeria Condrea                 | «We're Now Different» (Ahora somos diferentes)               | Moldavo, Inglés   | Valeria Condrea                                |
| Vera                            | «Vremea Ta» (Tu tiempo)                                      | Inglés, Moldavo   | Vera Țurcanu, Nikos Sofis                      |
| Victor Gulick                   | «Let's Dance» (Vamos a bailar)                               | Inglés            | Victor Gulick, Serghei Lututovici              |
| Y-Limit                         | «Live In Harmony» (Vivir en armonía)                         | Inglés            | Roman Lupu, Pavel Malisev                      |

#### Audiciones
Las audiciones fueron celebradas el 28 de enero de 2023 en los estudios de la TRM en Chisináu. 30 canciones compitieron por 10 pases a la final, tras el retiro de LOLA, quien no pudo asistir a la audición por las condiciones climáticas. Los 10 finalistas fueron determinados por una votación de cinco miembros, siendo relevados junto a sus puntuaciones en un programa posterior en la cadena TRM 1. Los resultados completos fueron publicados el 31 de enero de 2023. El panel de jurado fue compuesto por: Violeta Julea (cantante), Ion Chiorpec (Jefe de Radio Moldova Muzical), Vasile Advahov (músico y representante moldavo en el festival de Eurovisión 2022), Liviu Știrbu (compositor) y Crudu Daniela (periodista de Moldova 1).
| N.º | Artista               | Canción                      | Lugar         | Puntos        | Resultado     |
| --- | --------------------- | ---------------------------- | ------------- | ------------- | ------------- |
| 1   | Formaţia Vele         | «Jocul Neamului Moldovenesc» | 27            | 22            |               |
| 2   | Corina Ivanov         | «When Love's Real»           | 10            | 44            | Finalista     |
| 3   | Nördika               | «Damn and Down»              | 7             | 45            | Finalista     |
| 4   | Nihilist & Lisa Nicky | «Final Destination»          | 25            | 27            |               |
| 5   | Victor Gulick         | «Let's Dance»                | 8             | 45            | Finalista     |
| 6   | Surorile Osoianu      | «Bade, Bădişor, Bădiţă»      | 6             | 47            | Finalista     |
| 7   | OL                    | «Why You Play It Cool»       | 5             | 48            | Finalista     |
| 8   | Adelina Iordachi      | «Deja Vu»                    | 11            | 43            |               |
| 9   | Nikko T.              | «Destiny»                    | 22            | 28            |               |
| 10  | Crista                | «Pădure Verde Pădure»        | 13            | 43            |               |
| 11  | SunStroke Project     | «Yummy Mommy»                | 1             | 55            | Finalista     |
| 12  | Nr 11                 | «Adio»                       | 29            | 21            |               |
| 13  | Vera                  | «Vremea Ta»                  | 17            | 35            |               |
| 14  | Sasha Bognibov        | «My Favourite Schoolgirl»    | 30            | 19            |               |
| 15  | Rise                  | «Don't Tremble»              | 14            | 41            |               |
| 16  | Ada Deea              | «Mystic Rose»                | 15            | 40            |               |
| 17  | Cosmina               | «Indestructible»             | 9             | 45            | Finalista     |
| 18  | Lisa Volk             | «Scrisoare Către Tară»       | 23            | 28            |               |
| 19  | Angel Kiss            | «Now I Know»                 | 21            | 30            |               |
| 20  | Gesica Sîrbu          | «I'm In Love»                | 28            | 22            |               |
| 21  | Aliona Moon           | «Du-mă»                      | 4             | 49            | Finalista     |
| 22  | Tatiana Pituşcan      | «Mioriţa»                    | 20            | 32            |               |
| 23  | Pasha Parfeny         | «Soarele Şi Luna»            | 2             | 53            | Finalista     |
| 24  | Ricky Ardezianu       | «Una Rosa Rossa»             | 26            | 23            |               |
| 25  | Harmony Scuffle       | «Favourite One»              | 19            | 33            |               |
| 26  | Valeria Condrea       | «We're Now Different»        | 16            | 40            |               |
| 27  | Diana Elmas           | «Miracle»                    | 18            | 34            |               |
| 28  | Nino                  | «It Would Be Nice»           | 24            | 28            |               |
| 29  | LOLA                  | «Temperatura»                | Descalificada | Descalificada | Descalificada |
| 30  | Y-Limit               | «Live In Harmony»            | 12            | 43            |               |
| 31  | Donia                 | «Red Zone»                   | 3             | 52            | Finalista     |

#### Final
La final tendrá lugar el 4 de marzo de 2023. El orden de actuación fue publicado el 10 de febrero de 2023. Tras las votaciones, Pasha Parfeny fue declarado ganador tras obtener la puntuación máxima de 24 puntos, siendo la opción predilecta tanto para el jurado nacional como para el televoto. Su tema «Soarele Şi Luna» que fusiona la música electrónica con la música folk, está compuesto por el mismo junto a Andrei Vulpe y Iuliana Perfeni.
| N.º | Artista           | Canción                 | Jurado | Jurado | Televoto | Televoto | Lugar | Total |
| N.º | Artista           | Canción                 | Votos  | Puntos | Votos    | Puntos   | Lugar | Total |
| --- | ----------------- | ----------------------- | ------ | ------ | -------- | -------- | ----- | ----- |
| 1   | Donia             | «Red Zone»              | 24     | 5      | 196      | 6        | 5     | 11    |
| 2   | OL                | «Why You Play It Cool»  | 29     | 6      | 56       | 1        | 6     | 7     |
| 3   | Victor Gulick     | «Let's Dance»           | 17     | 3      | 72       | 2        | 9     | 5     |
| 4   | Suroile Osoianu   | «Bade, Bădişor, Bădiţă» | 35     | 7      | 1,524    | 8        | 4     | 15    |
| 5   | COSMINA           | «Indestructible»        | 10     | 2      | 113      | 5        | 8     | 7     |
| 6   | Nördika           | «Damn and Down»         | 10     | 1      | 100      | 4        | 10    | 5     |
| 7   | Aliona Moon       | «Du-mă»                 | 52     | 10     | 1,133    | 7        | 3     | 17    |
| 8   | SunStroke Project | «Yummy Mommy»           | 36     | 8      | 2,276    | 10       | 2     | 18    |
| 9   | Pasha Parfeny     | «Soarele Şi Luna»       | 53     | 12     | 5,428    | 12       | 1     | 24    |
| 10  | Corina Ivanov     | «When Love's Real»      | 24     | 4      | 81       | 3        | 7     | 7     |

| Votación de jurado | Votación de jurado      | Votación de jurado | Votación de jurado | Votación de jurado | Votación de jurado | Votación de jurado | Votación de jurado |
| Artista            | Canción                 | V. Constandoi      | G. Tocari          | V. Atanasov        | L. Melnic          | G. Mustea          | Total              |
| ------------------ | ----------------------- | ------------------ | ------------------ | ------------------ | ------------------ | ------------------ | ------------------ |
| Donia              | «Red Zone»              | 2                  | 2                  | 6                  | 8                  | 6                  | 24                 |
| OL                 | «Why You Play It Cool»  | 5                  | 8                  | 8                  | 6                  | 2                  | 29                 |
| Victor Gulick      | «Let's Dance»           | 3                  | 4                  | 3                  | 4                  | 3                  | 17                 |
| Suroile Osoianu    | «Bade, Bădişor, Bădiţă» | 8                  | 5                  | 7                  | 7                  | 8                  | 35                 |
| COSMINA            | «Indestructible»        | 4                  | 3                  | 1                  | 1                  | 1                  | 10                 |
| Nördika            | «Damn and Down»         | 1                  | 1                  | 2                  | 2                  | 4                  | 10                 |
| Aliona Moon        | «Du-mă»                 | 10                 | 10                 | 12                 | 10                 | 10                 | 52                 |
| SunStroke Project  | «Yummy Mommy»           | 12                 | 7                  | 5                  | 5                  | 7                  | 36                 |
| Pasha Parfeny      | «Soarele Şi Luna»       | 7                  | 12                 | 10                 | 12                 | 12                 | 53                 |
| Corina Ivanov      | «When Love's Real»      | 6                  | 6                  | 4                  | 3                  | 5                  | 24                 |

## En Eurovisión
De acuerdo a las reglas del festival, todos los concursantes deben iniciar desde las semifinales, a excepción del anfitrión (en este caso, Reino Unido), el ganador del año anterior, Ucrania y el Big Five compuesto por Alemania, España, Francia, Italia y el propio Reino Unido. En el sorteo realizado el 31 de enero de 2023, Moldavia fue sorteada en la primera semifinal del festival. En este mismo sorteo, se determinó que participaría en la segunda mitad de la semifinal (posiciones 8-15). Semanas después, ya conocidos los artistas y sus respectivas canciones participantes, la producción del programa dio a conocer el orden de actuación, determinando que el país participaría en la décima posición, después de Israel y precediendo a Suecia.
Los comentarios para Moldavia tanto para radio y para televisión corrieron por parte de Ion Jalbă.

### Semifinal 1
Pasha Parfeni tomó parte de los ensayos los días 30 de abril y 3 de mayo así como de los ensayos generales con vestuario de la primera semifinal los días 8 y 9 de mayo. Moldavia se presentó en la posición 10, después de Israel y antes de Suecia.
Al final del show, Moldavia fue anunciada como uno de los 10 países finalistas.

### Final
Durante un sorteo previo a la rueda de prensa de los ganadores de la primera semifinal, se decidió en que mitad participaría cada finalista. Moldavia fue sorteada para participar en la segunda mitad de la final (posiciones 14-26).